# Meriania phlomoides
Meriania phlomoides är en tvåhjärtbladig växtart som först beskrevs av José Jéronimo Triana, och fick sitt nu gällande namn av Frank Almeda. Meriania phlomoides ingår i släktet Meriania och familjen Melastomataceae. Inga underarter finns listade i Catalogue of Life.